# مسجد ديان المهري
مسجد ديان المهري يعرف أيضا باسم مسجد القبة الذهبية، هو أحد المساجد التي بنيت على حافة طريق ميرويانغ، ليمو، في منطقة ديبوك ليمو في ديبوك، المسجد بخلاف كونه مكان لعبادة المسلمين واداء الصلاة كل يوم، فهو أيضا أصبح منطقة سياحية ومكان لجذب انتباه العديد من الناس بسبب القبة المصنوعة من الذهب، وبالإضافة إلى ذلك ونظرا للمساحة الشاسعة الحرة المتاحة للجمهور، لذلك فان المسجد في كثير من الأحيان يصبح مكان ومقصد الأسر في أوقات العطلة .

## التاريخ
بني المسجد من قبل الحاج ديان دجوريه موسى بن ميمون الرشيد وهو رجل أعمال من بانتين في إندونيسيا، اشترى ديان قطعة أرض منذ عام 1996، وقد تم بناء المسجد في عام 2001 واكتمل البناء في جميع أنحاء المسجد في نهاية عام 2006، وافتتح للجمهور في الحادي والثلاثين من شهر ديسمبر عام 2006، وذلك بالتزامن مع عيد الأضحى المبارك .

## البناء
أرض المسجد تبلغ مساحتها 50 هكتار، وتم بناء المسجد في مساحة أطوال مساحتها 60 متر عرضا وطولا 120 متر، أي أن مساحة المسجد حوالي 8000 متر مربع. في حين أن المسجد يمكن أن تستوعب ما مجموعة حوالي 20,000 مصلي في وقت واحد، وغالبا ما يشار إلى المسجد من بين المساجد بأنه أكثر المساجد الرائعة في جنوب شرق آسيا .

## العمارة
بشكل عام الهندسة المعمارية للمسجد تأثرت بالفن المعماري للمساجد في منطقة الشرق الأوسط مع وجود القباب والمآذن، والباحة (ساحة)، واستخدام التفاصيل الزخرفية أو الديكورات مع العناصر واللمسات الهندسية، ولتعزيز الطابع الإسلامي للهندسة المعمارية مدخل البوابة مزين بحلي هندسية ومسلة كنوع من الزينة، لمسجد ديان المهري خمسة قباب، واحد منهم هي القبة الرئيسية والقباب الصغيرة الأربعة تحيط بها، ومن المثير للاهتمام أن كل قبة مذهبة بسمك 2 إلى 3 ملليمترات مزينة بالبلورات الفسيفسائية، شكل القبة الرئيسي يشبه قبة تاج محل، القبة يبلغ قطرها 16 متر وقطرها 20 متر وارتفاعه 25 متر، بينما القبة الصغيرة التي يبلغ قطرها 4 إلى 6 أمتار، والمتوسطة 7 أمتار و 8 أمتار. وعلاوة على ذلك في المسجد هناك ثريات مستوردة مباشرة من إيطاليا وزنها 8 أطنان .
يبلغ قياس الفناء 45 متر في 57 متر، ويمكن أن يستوعب 8000 مصلي، بالإضافة لوجود ستة مآذن سداسية الشكل، والتي تمثل في عددها أركان الإيمان، وارتفاعها يصل إلى 40 متر، المأذنة ملفوفة بالجرانيت الرمادي المستوردة من إيطاليا مع الحلي الدائرية، في ذروة القبة هناك 24 قيراط مطلية بالذهب والفسيفساء، ففي حين تقوم القبة على شكل استخدام المساجد في بلاد فارس والهند، فهناك خمس قباب ترمز إلى أركان الإسلام الخمسة، وتتزين بوجود 24 قيراط مطلية بالذهب فسيفساء من المواد المستوردة من إيطاليا، في الداخل للمسجد أعمدة شاهقة لخلق نطاقات مكانية للعامة، تهيمن على مساحة المسجد العناصر الرئيسية لأحادية اللون وتتمثل في لون البيج، لإعطاء طابع هادئة ودافئة للمسجد، هذه العناصر مصنوع من مادة الرخام المستورد من تركيا وإيطاليا، في وسط الغرفة هناك مصابيح معلقة مصنوعة من النحاس مطلية بالذهب وزنها 2.7 طن، وتم نتفيذ أعمالها من قبل خبراء من إيطاليا .